# Свобода (Чувашия)
Свобо́да (чув. Ирӗклӗх) — выселок в Цивильском районе Чувашской Республики. Входит в состав Малоянгорчинского сельского поселения.

## География
Находится в северной части Чувашии на расстоянии приблизительно 10 км на запад-северо-запад по прямой от районного центра города Цивильск.

## История
Образован в 1921 в связи с организацией коммуны «Свобода». В 1926 году было учтено 9 дворов, 20 жителей, в 1939 — 22 жителя, в 1979 — 6. В 2002 году было 2 двора, 2010 — 3 домохозяйства. В 2010 году действовал СХПК «Правда».

## Население
Постоянное население составляло 7 человек (чуваши 100 %) в 2002 году, 6 в 2010.